# Nabro
Der Nabro ist ein 2218 Meter hoher Schichtvulkan in Eritrea am Roten Meer. Es handelt sich um den höchsten Vulkan in der geologisch aktiven Danakil-Wüste, die an Äthiopien grenzt und zum Afar-Dreieck gehört, das wiederum  Teil des Ostafrikanischen Grabens ist. 
Der Nabro bildet ein Doppel-Caldera-System, bei dem die eine Caldera einen Durchmesser von fünf Kilometern und die andere einen Durchmesser von acht Kilometern hat. In den Kratern wurden rhyolithische Lavadome und basaltische Lavaströme entdeckt. 
Mitte Juni 2011 brach der Vulkan aus und beendete damit eine Ruhephase von unbekannter Dauer.

## Vulkanische Aktivität
Im Zuge einer Serie von Erdbeben, die zum Teil eine Magnitude von 5,7 erreichten, kam es am Morgen des 13. Juni 2011 gegen 01:00 Uhr MESZ zu einem Ausbruch, der zuerst dem in der Nähe befindlichen Dubbi zugeschrieben wurde. Durch die Aschewolke wurde der Flugverkehr in Ostafrika beeinträchtigt.
Das Gebiet, in dem der Nabro liegt, ist schwach besiedeltes Grenzgebiet zwischen Äthiopien und Eritrea; eine in Vulkannähe vorhandene Straße gilt als unsicher. Über große Schadensfolgen wurde zunächst nichts bekannt.